# グルーモロ・デッレ・アッバデッセ
グルーモロ・デッレ・アッバデッセ（伊: Grumolo delle Abbadesse）は、イタリア共和国ヴェネト州ヴィチェンツァ県にある、人口約3,800人の基礎自治体（コムーネ）。

## 地理

### 位置・広がり

#### 隣接コムーネ
隣接するコムーネは以下の通り。括弧内のPDはパドヴァ県所属を示す。
- カミザーノ・ヴィチェンティーノ
- ガッツォ (PD)
- グリジニャーノ・ディ・ゾッコ
- ロンガーレ
- モンテガルダ
- トッリ・ディ・クアルテゾーロ

### 気候分類・地震分類
気候分類では、zona E, 2317 GGに分類される。
また、イタリアの地震リスク階級 (it) では、zona 2 (sismicità media) に分類される。